# Музей історії Національного університету біоресурсів і природокористування України
Музе́й істо́рії Націона́льного університе́ту біоресу́рсів і природокористува́ння Украї́ни (до 2003 — Музе́й істо́рії Націона́льного агра́рного університе́ту, із 2003 по 2008 рік — Науко́вий природни́чо-істори́чний музе́й Націона́льного агра́рного університе́ту) — музей у місті Києві, у складі Національного університету біоресурсів і природокористування України.
Працює з 13:30 до 17:15 (у п'ятницю — до 16:15), крім суботи і неділі.

## Історія
Робота над створенням кімнати історії тоді ще Української сільськогосподарської академії розпочалася (за рішенням партійного комітету) в грудні 1964 року. До комісії, яка мала розробити експозицію і оформити стенди, ввійшли ветерани академії, викладачі кафедр суспільних наук, представники факультетських партійних, комсомольських та профспілкових організацій. Члени комісії спеціально виїжджали в Білу Церкву, Умань та Черкаси, де зустрічалися з випускниками академії, які передали до музею багато оригінальних документів.
13 липня 1966 року музей набув статусу Народного музею революційної, бойової і трудової слави Української сільськогосподарської академії. 
2 липня 1975 постановою колегії Міністерства культури Української РСР музею присвоєно назву «Народний музей».
21 січня 2003 року музей (шляхом об'єднання всіх музеїв університету) реорганізували в Науковий природничо-історичний музей Національного аграрного університету.
У червні 2006 році музей знову реорганізували і в університеті окремо почали функціонувати Музей історії університету та Музей історії факультету механізації сільського господарства, а інші музеї університету стали навчальними лабораторіями. 
У жовтні 2008 року Національний аграрний університет змінив свій статус та назву на Національний університет біоресурсів і природокористування України (НУБіП України), відповідно, змінилася і назва музею — він став Музеєм історії НУБіП України.
Після пожежі в третьому корпусі університету (у 2013 році) музей був знищений.
У 2017 році — корпус відновив свою роботу та почалася робота над відновленням музею.

## Експозиція
Музей складається з трьох відділів. Перший — присвячений становленню сільського господарства на території України та історії становлення університету. Другий — Другій світовій війні та Війні на сході України. Третій — діяльності Української сільськогосподарської академії та сучасній діяльності Національного університету біоресурсів і природокористування.

## Очільники музею
- Перший завідувач музею — Семен Ілліч Силенко (1968-1983, 1985-1986)
- 1983-1985 рік — завідувачка Валентина Іванівна Силенко.
- 1986-2002 рік — директор Володимир Вікторович Котюжинський.
- 2003-2007 рік — директор Олег Петрович Мельник.
- 2007-2009 рік — директор Іван Романович Байрак.
- 2009-2017 рік — директорка Людмила Петрівна Лановюк.
- 2017-донині (станом на 2023 рік) — директорка Марія Анатоліївна Поливач.